# Maywood (duo)
Maywood was een Nederlands popduo, dat bestond uit de zusjes Alice May en Caren Wood (pseudoniemen van respectievelijk Alie (Aaltje) en Doetie (Doetje) de Vries) uit Uitwellingerga.

## Biografie

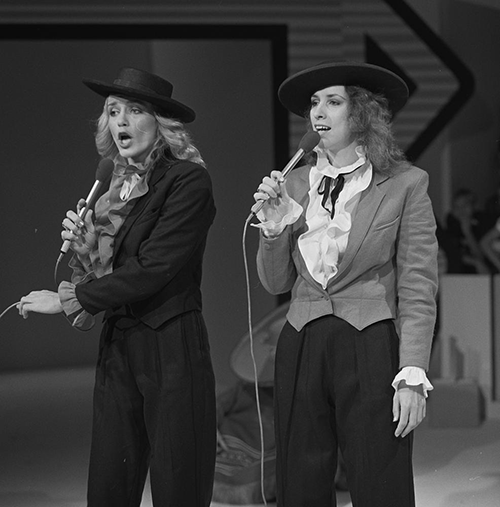
Maywood in 1981

### Begintijd en succesperiode
De zusjes De Vries begonnen al op jonge leeftijd met zingen. Samen maakten ze vanaf de begin jaren 70 deel uit van diverse groepen, waarvan De Karina's in 1974 de eerste was. In 1976 zaten ze in de countrygroep Colt 45, en het jaar daarna vormden ze het duo The Lady Pop's.
Vanaf 1979 besloten de zusjes verder te gaan onder de naam Maywood. Het Engelstalige repertoire werd geschreven door Alice en bestond uit vaak theatrale ballades en dansbare popliedjes. De productie lag in handen van ex-Kayak drummer Pim Koopman, die daarmee zijn eerste schreden op het productiepad zette.
De tweede single You treated me wrong werd in 1979 Maywoods eerste hit. Hoewel het geen hoge notering kreeg in de hitlijsten, markeerde het wel de doorbraak voor het duo en tevens het begin van een uiterst succesvolle periode. Er volgden al gauw grotere hits, waarvan het nummer Late at night in 1980 een nummer 1-hit werd in zowel de Top 40 als de Nationale Hitparade.
Behalve in Nederland wist Maywood ook in het buitenland een zekere populariteit te verwerven. Er werden platen uitgebracht in 52 landen en op festivals in West-Duitsland, Polen, Japan en Korea werden er prijzen en onderscheidingen in de wacht gesleept. Ook toerde Maywood uitgebreid door Zweden, Finland, Bulgarije, Indonesië en de Sovjet-Unie. In Spanje en Midden-Amerika verscheen een elpee met in het Spaans vertaald materiaal.
Door Stichting Conamus werd Maywood onderscheiden met de Zilveren Harp.

### Eurovisiesongfestival
Halverwege de jaren 80 nam het succes af. Uitgebrachte singles verkochten nauwelijks nog en bleven steken in de tipparade. Desondanks werd Maywood in 1990 namens Nederland naar het Eurovisiesongfestival in Zagreb gestuurd. Het door Alice May geschreven nummer Ik wil alles met je delen moest Nederland op het liedjesfestijn eindelijk weer eens een topnotering opleveren. Helaas verliep de uitvoering op het moment suprême niet geheel vlekkeloos. De karakteristieke bachtrompet, die in het nummer zat, was door blunderende techniek op het moment dat die werd bespeeld niet te horen. De oorzaak was de microfoon, die niet openstond. Maywood eindigde uiteindelijk met slechts 25 punten op een 15e plek.

### Breuk en rechtszaak
Begin jaren negentig werden er nog enkele geflopte singles uitgebracht en in 1995 ging Maywood definitief uit elkaar. Alice May en Caren Wood begonnen afzonderlijk van elkaar een solocarrière, echter allebei zonder succes. In 1997 leek het er even op dat de zussen weer bij elkaar zouden komen, maar zo ver bleek het uiteindelijk niet te komen. Half november bracht Alice May een nieuwe zelfgeschreven single uit getiteld Rise In The Morning. Het nummer flopte.
Toen Caren een nieuwe relatie kreeg en andere prioriteiten ging stellen, ontstond er ruzie tussen de twee zussen. In de daaropvolgende jaren was het kibbelende tweetal regelmatig onderwerp van de roddelpers.
In februari 1996 was officieel vastgelegd dat alleen Alice voortaan de naam Maywood mocht gebruiken, maar Caren hield zich hier niet aan. Daarop spande Alice in 1999 een rechtszaak tegen Caren aan om haar te beletten nog langer de naam Maywood te gebruiken.
De vicepresident van de rechtbank in Arnhem stelde Alice May uiteindelijk in het gelijk. Zij kreeg de rechten omdat zij de teksten en muziek had geschreven. Caren Wood mocht geen gebruik meer maken van de toevoegingen Maywood en ex-Maywood. Voor elke overtreding moest ze 5.000 gulden betalen, tot een maximum van 250.000 gulden.

### Comeback
Na jaren met elkaar in onmin te hebben geleefd, werd in 2004 aangekondigd dat Alice en Caren weer samen zouden gaan optreden. Deze poging tot verzoening mislukte echter. In 2006 werd bekend dat Alice door middel van audities op zoek ging naar een andere zangeres om Maywood nieuw leven mee in te blazen. Dit werd uiteindelijk Rose Louwers, met wie Alice een comeback-optreden plande in de Red & Blue Club in Antwerpen. Het optreden, dat op zondag 3 december 2006 gehouden zou worden, werd vlak voor die datum echter afgeblazen. De samenwerking tussen Alice en Rose Louwers bleek toch niet te werken. "Onze karakters lagen te ver uit elkaar", verklaarde Alice. "Ik heb een sterk omlijst idee over hoe het moet klinken en hoe de aankleding moet zijn." Louwers verdween weer in de anonimiteit.
Alice ging verder in haar eentje het schnabbelcircuit af met de grootste hits uit het repertoire van Maywood. Ze ging echter wederom op zoek naar een nieuwe partner. Ze vond een zangeres, Inge Peters, waarmee ze in 2010 een nieuw Maywood vormde en onder meer een revivaltournee maakte. Zelfs optredens in het buitenland werden niet uitgesloten. "We hebben nog altijd contacten vanuit onze succesperiode", zegt Alice in een interview. "Via de website komen er vaak verzoeken binnen uit landen als Japan en Rusland." Op de vraag of ze het niet weer eens met haar zusje wil proberen, zegt ze: "Wie weet. De wonderen zijn de wereld nog niet uit."
Caren Wood maakte begin 2007 een doorstart zonder zus Alice. Caren ging in zee met kleinkunstenaar Henk Smaling en keerde terug op de planken met een café chantant-achtig programma, Hotel Weemoed, een woordspeling op Maywood.
In 2013 werd bekendgemaakt dat Maywood weer bij elkaar kwam voor de Lekker-concerten van Gerard Joling. Een jaar later kregen de zussen echter weer ruzie.

## Discografie

### Albums
| Album met eventuele hitnotering(en) in de Nederlandse Album Top 100 | Datum van verschijnen | Datum van binnenkomst | Hoogste positie | Aantal weken | Opmerkingen   |
| ------------------------------------------------------------------- | --------------------- | --------------------- | --------------- | ------------ | ------------- |
| Maywood                                                             | 1980                  | 26-07-1980            | 2               | 22           |               |
| Different worlds                                                    | 1981                  | 26-09-1981            | 4               | 11           | Platina       |
| Colour my rainbow                                                   | 1982                  | 09-10-1982            | 17              | 3            |               |
| Het beste van...                                                    | 1983                  | -                     |                 |              | Verzamelalbum |
| Beside you                                                          | 1987                  | -                     |                 |              |               |
| Achter de horizon                                                   | 1990                  | -                     |                 |              |               |
| Six of the thirties                                                 | 1991                  | -                     |                 |              |               |
| Walking back to happiness                                           | 1991                  | -                     |                 |              | Coveralbum    |
| De hits                                                             | 1992                  | -                     |                 |              | Verzamelalbum |
| More Maywood                                                        | 1994                  | -                     |                 |              |               |
| Good for gold                                                       | 1996                  | -                     |                 |              | Verzamelalbum |
| Late at night                                                       | 2003                  | -                     |                 |              | Verzamelalbum |

### Singles
| Single met eventuele hitnotering(en) in de Nederlandse Top 40 | Datum van verschijnen | Datum van binnenkomst | Hoogste positie | Aantal weken | Opmerkingen                               |
| ------------------------------------------------------------- | --------------------- | --------------------- | --------------- | ------------ | ----------------------------------------- |
| You treated me wrong                                          | 1979                  | 01-12-1979            | 32              | 3            | Nr. 35 in de Single Top 100               |
| Mother, how are you today                                     | 1979                  | 15-03-1980            | 11              | 9            | Nr. 10 in de Single Top 100               |
| Late at night                                                 | 1980                  | 14-06-1980            | 1(3wk)          | 14           | Nr. 1 in de Single Top 100 / Alarmschijf  |
| Give me back my love                                          | 1980                  | 27-09-1980            | 5               | 10           | Nr. 7 in de Single Top 100                |
| Distant love                                                  | 1981                  | 14-03-1981            | 15              | 5            | Nr. 14 in de Single Top 100 / Alarmschijf |
| Rio                                                           | 1981                  | 04-07-1981            | 3               | 11           | Nr. 3 in de Single Top 100 / Alarmschijf  |
| Mano                                                          | 1981                  | 10-10-1981            | 14              | 7            | Nr. 10 in de Single Top 100               |
| Getaway                                                       | 1982                  | 08-05-1982            | 11              | 6            | Nr. 17 in de Single Top 100               |
| Star                                                          | 1982                  | 04-09-1982            | 15              | 6            | Nr. 17 in de Single Top 100               |
| I believe in love                                             | 1982                  | 06-11-1982            | tip9            | -            |                                           |
| Ask for Tina                                                  | 1983                  | 12-03-1983            | tip10           | -            |                                           |
| Show me the way to paradise                                   | 1983                  | 12-11-1983            | tip6            | -            | Nr. 43 in de Single Top 100               |
| Standing in the twilight                                      | 1984                  | 08-09-1984            | 31              | 3            | Nr. 23 in de Single Top 100               |
| Lonely nights                                                 | 1985                  | 21-09-1985            | tip14           | -            |                                           |
| When I look into your eyes                                    | 1986                  | 28-06-1986            | tip12           | -            |                                           |
| If you need a friend                                          | 1987                  | 01-08-1987            | tip15           | -            | Nr. 86 in de Single Top 100               |
| Kom in mijn armen                                             | 1989                  | 25-02-1989            | tip3            | -            | Nr. 33 in de Single Top 100               |
| Ik wil alles met je delen                                     | 1990                  | 19-05-1990            | 36              | 3            | Nr. 42 in de Single Top 100               |
| You and I (Face to face)                                      | 1993                  | 08-05-1993            | tip15           | -            |                                           |

| Single met hitnotering(en) in de Vlaamse Ultratop 50 | Datum van verschijnen | Datum van binnenkomst | Hoogste positie | Aantal weken | Opmerkingen                 |
| ---------------------------------------------------- | --------------------- | --------------------- | --------------- | ------------ | --------------------------- |
| Mother how are you today                             | 1980                  | -                     |                 |              | Nr. 22 in de Radio 2 Top 30 |
| Late at night                                        | 1980                  | -                     |                 |              | Nr. 2 in de Radio 2 Top 30  |
| Give me back my love                                 | 1980                  | -                     |                 |              | Nr. 4 in de Radio 2 Top 30  |
| Distant love                                         | 1981                  | -                     |                 |              | Nr. 6 in de Radio 2 Top 30  |
| Rio                                                  | 1981                  | -                     |                 |              | Nr. 7 in de Radio 2 Top 30  |
| Mano                                                 | 1981                  | -                     |                 |              | Nr. 21 in de Radio 2 Top 30 |
| Getaway                                              | 1982                  | -                     |                 |              | Nr. 10 in de Radio 2 Top 30 |
| Star                                                 | 1982                  | -                     |                 |              | Nr. 19 in de Radio 2 Top 30 |

### NPO Radio 2 Top 2000
| Nummers met noteringen in de NPO Radio 2 Top 2000 | '99  | '00  | '01  |
| ------------------------------------------------- | ---- | ---- | ---- |
| Late at night                                     | 1755 | 1616 | 1804 |
| Mother, How Are You Today                         | 1617 | -    | -    |
| Rio                                               | 1750 | 1738 | -    |

1. ↑  Een '-' betekent dat het nummer niet was genoteerd en een vetgedrukt getal geeft de hoogste notering van een nummer aan.
2. ↑  Deze tabel is bijgewerkt tot en met de meest recente editie (2024).